# Arnoldo Ferreto Segura
Arnoldo Ferreto Segura (Heredia, 25 de julio de 1910 - San José, 8 de marzo de 1996) fue un educador y político costarricense.
Ferreto Segura provenía de una familia de origen muy humilde y desde joven militó en el incipiente Partido Comunista Costarricense. Trabajó como profesor de primaria hasta que fue despedido junto a todos los educadores comunistas durante la gestión como ministro de educación de Teodoro Picado Michalski a quien se le consideraba simpatizante del fascismo europeo y profundamente influenciado por este al igual que otros miembros de su partido como León Cortés Castro. Tras perder su plaza como profesor Segura fue elegido regidor municipal de Heredia por el "Bloque de Obreros y Campesinos" que era el nombre público que usaba el Partido Comunista de Costa Rica para evitar la persecución. Como regidor promovió varias reformas sociales incluyendo la creación del Sindicato de Trabajadores Municipales.
Fue delegado del Partido Comunista luego llamado Vanguardia Popular, en varios congresos de la Internacional Comunista lo que le permitió visitar Europa, Cuba y México. Tras la guerra civil de Costa Rica de 1948 fue encarcelado junto a muchos otros militantes del Partido Comunista en la Penitenciaria Central como parte de una campaña de represión del gobierno de la Junta Fundadora de la Segunda República presidida por el entonces gobernante de facto José Figueres Ferrer.
En prisión Ferreto fue elegido secretario general del Partido Comunista y tras la liberación de muchos de los dirigentes (si bien algunos fueron ejecutados) el partido buscó la reorganización aun cuando la Constitución redactada en 1949 prohibía la inscripción de partidos comunistas lo que era cumplido estrictamente por lo que tanto el Tribunal Supremo de Elecciones como el Congreso ilegalizaban cualquier formación política de izquierda.
No obstante en 1970 fue posible inscribir el Partido Acción Socialista (PASO) que, sin ser abiertamente marxista, logró burlar las disposiciones y así dirigentes históricos de la izquierda como Manuel Mora Valverde y el propio Ferreto Segura pudieron participar en las elecciones de ese año. Ferreto fue elegido diputado por la provincia de Puntarenas precisamente por el PASO en el período 1974-1978, durante su gestión promovió diversas reformas sociales y económicas en la provincia.